# عبدالوحید نعمتوف
عبدالوحید نعمتوف (زاده ۲۰ مارس ۲۰۰۱) یک بازیکن فوتبال اهل ازبکستان است که در پست دروازه بان برای باشگاه فوتبال نسف قرشی بازی می‌کند.

## منبع
1. ↑  Player Profil globalsportsarchive.com